# Giovanni Bianchini

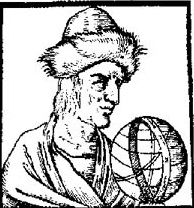
Giovanni Bianchini. In: Luminarium atque planetarum motuum tabulae octoginta quinque

Giovanni Bianchini (* 1410; † nach 1469; Gelehrtenname: Johannes Blanchinus) war ein italienischer Astronom, der in Ferrara wirkte.
Er machte sich verdient durch die Herausgabe eines auf den Alfonsinischen Tafeln basierenden astronomischen Tabellenwerkes, mit dessen Hilfe die Stellungen der Planeten berechnet werden konnten. Dieses 1458 erstmals erschienene Werk wurde nach seinem Tod bis in das 16. Jahrhundert noch mehrfach neu aufgelegt (1495, 1526, 1553, 1575).
Laut dem Mathematik-Historiker Glen van Brummelen verwendete Bianchini bereits in den 1440er Jahren den Dezimalpunkt.
Der Mondkrater Blanchinus wurde 1935 von der IAU nach ihm benannt.

## Werke
- Tabularum Ioannis Blanchini canones 1495
  - Mit: Nikolaus Prugener Luminarium atque planetarum motuum tabulae octoginta quinque. Johann Herwagen, Basel 1553